# یواس‌بی سی
یواس‌بی سی (انگلیسی: USB-C)که نام رسمی آن یو اس بی گونه ی سی است یک سیستم اتصال یواس بی است که با متصل‌کننده دو لایه و متقارن چرخشی اش شناخته می‌شود. 
مزایای  پورت USB Type-C:
پورت USB Type C مزایای زیادی دارد که عبارتند از :
- سرعت بیشتر انتقال فایل
- سرعت بیشتر شارژ دستگاه ها
- یکپارچه شدن طراحی دستگاه ها و وجود فقط یک استاندارد شناخته شده
- باریک و سبک تر شدن دستگاه ها

## کابل ها
کابل های USB 3.1 کابل های USB-C با امکانات کامل در نظر گرفته می شوند. آنها کابل هایی با علامت گذاری الکترونیکی هستند که حاوی یک تراشه با یک تابع شناسه بر اساس کانال پیکربندی و پیام های تعریف شده توسط فروشنده (VDM) از مشخصات USB Power Delivery 2.0 هستند. طول کابل باید برای Gen 1 ≤2  متر یا برای Gen 2 ≤1  متر باشد. 25 مارس 2016)، جدول 3–1، صفحه 37.</ref> تراشه شناسه الکترونیکی اطلاعاتی درباره محصول/فروشنده، اتصالات کابل، پروتکل سیگنال دهی USB (2.0، Gen 1، Gen 2)، ساخت و ساز غیرفعال/فعال ارائه می دهد. ، استفاده از توان VCONN، جریان VBUS موجود، تأخیر، جهت‌گیری RX/TX، حالت کنترل‌کننده SOP و نسخه سخت‌افزار/سیرم‌افزار.
کابل‌های USB-C که دارای جفت‌های محافظ SuperSpeed، پین‌های استفاده از باند جانبی یا سیم‌های اضافی برای خطوط برق نیستند، می‌توانند طول کابل را تا 4  متر افزایش دهند. این کابل های USB-C فقط از سرعت 2.0 پشتیبانی می کنند و از حالت های جایگزین پشتیبانی نمی کنند.
همه کابل‌های USB-C باید حداقل 3 A جریان (در 20 V، 60 } وات) داشته باشند، اما برخی نیز می‌توانند جریان پرقدرت 5 A (در 20) داشته باشند.  V، 100 W). کابل های USB-C به USB-C که جریان 5A را پشتیبانی می کنند باید حاوی تراشه های نشانگر الکترونیکی باشند (که به عنوان تراشه های E-Mark نیز به بازار عرضه می شوند) برنامه ریزی شده برای شناسایی کابل و قابلیت های فعلی آن پورت‌های شارژ USB نیز باید به وضوح با وات توان قابل علامت گذاری شوند.
کابل‌های USB-C با ویژگی‌های کامل که USB 3.1 Gen 2 را پیاده‌سازی می‌کنند، می‌توانند تا ۱۰  گیگابیت بر ثانیه سرعت داده را در حالت دوبلکس کامل مدیریت کنند. آنها با نشان‌واره SuperSpeed+ (SuperSpeed 10 Gbit/s) علامت‌گذاری شده‌اند. کابل‌هایی نیز وجود دارند که می‌توانند تنها USB 2.0 را با سرعت داده حداکثر ۴۸۰ مگابیت بر ثانیه حمل کنند. برنامه‌های صدور گواهینامه USB-IF برای محصولات USB-C موجود است و به کاربران نهایی توصیه می‌شود از کابل‌های دارای گواهی USB-IF استفاده کنند.